# Fiord Saint George
El fiord Saint George és un fiord, banyat pel mar de Lincoln, que es troba a l'extrem septentrional de Groenlàndia, dins el Parc Nacional del Nord-est de Groenlàndia.
Es tracta d'un fiord que s'obre al NNW entre Cap Bryant i Dragon Point, a l'extrem nord de l'illa de Hendrik. Es troba entre la Terra de Nyeboe, a l'oest, i l'illa de Hendrik i la Terra de Warming. El Hartz Sound el connecta amb el fiord Sherard Osborn. La glacera de Steensby hi desemboca.